# Азаров, Виталий Васильевич
Вита́лий Васи́льевич Аза́ров (укр. Азаров Віталій Васильович; род. 3 сентября 1979, Полтава) — украинский футболист, защитник и полузащитник.

## Карьера

### Игровая
Воспитанник ДЮСШ «Ворскла», первый тренер — Владимир Николаевич Попиневский. В 1992 году прошёл отбор в Днепропетровский спортинтернат (УФК), где был замечен на детском турнире в городе Гребёнка чемпионом СССР в составе «Днепра» 1983 года Владимиром Кобзаревым. В 17 лет подписал свой первый профессиональный контракт с купянским клубом «Оскол» и дебютировал в профессиональном футболе 16 марта 1997 года в матче против керченского «Портовика» (2:0). Летом 1997 года перешёл в «Бумажник». В 1999—2005 годах играл в Беларуси за «Белшину», «Березину», «Нафтан», «Днепр-ДЮСШ-1», «Осиповичи», «Ведрич-97» и «Славию». В Высшей лиге Беларуси провёл 62 матча, забил 4 мяча. С 2006 года выступал в Первой лиге Украины за «Александрию» и «Полтаву». Завершил карьеру в любительском клубе «Берегвидейк», в составе которого провёл 2 матча в Кубке Украины против херсонского «Кристалла» (1:0) и «Нефтяника-Укрнефть» (1:0).

### Мини-футбольная
В составе любительского мини-футбольного клуба «Зефир-ПластиКом» 2 декабря 2009 года провёл одну игру в Кубке Украины по мини-футболу против ЛТК (1:3).

### Тренерская
В 2013 году был главным тренером клуба «Берегвидейк».

## Достижения
- Обладатель Кубка Беларуси: 2000/01
- Серебряный призёр Первой лиги Беларуси (2): 2002, 2004
- Серебряный призёр группы «Б» Второй лиги Украины: 2008/09
- Бронзовый призёр группы «Б» Второй лиги Украины: 1996/97